# Kiên Thọ
Kiên Thọ là một xã thuộc huyện Ngọc Lặc, tỉnh Thanh Hóa, Việt Nam.
Xã có diện tích 29,2 km², dân số năm 2004 là 10936 người, mật độ dân số đạt 375 người/km².